# 天照大神高座神社・岩戸神社
天照大神高座神社（あまてらすおおみかみたかくらじんじゃ） と 岩戸神社（いわとじんじゃ）は、大阪府八尾市大字教興寺にある神社。これら二つの神社は隣接しており、境内の境界線もはっきりせず、参道石段の脇から互いの境内を行き来できる状態であるため、事情のわからない者から見ると別々の神社であることに気が付き難い。 
両神社は由来上、密接な関係があるため、あえて頁を分割せず併せて記載する。

## 天照大神高座神社

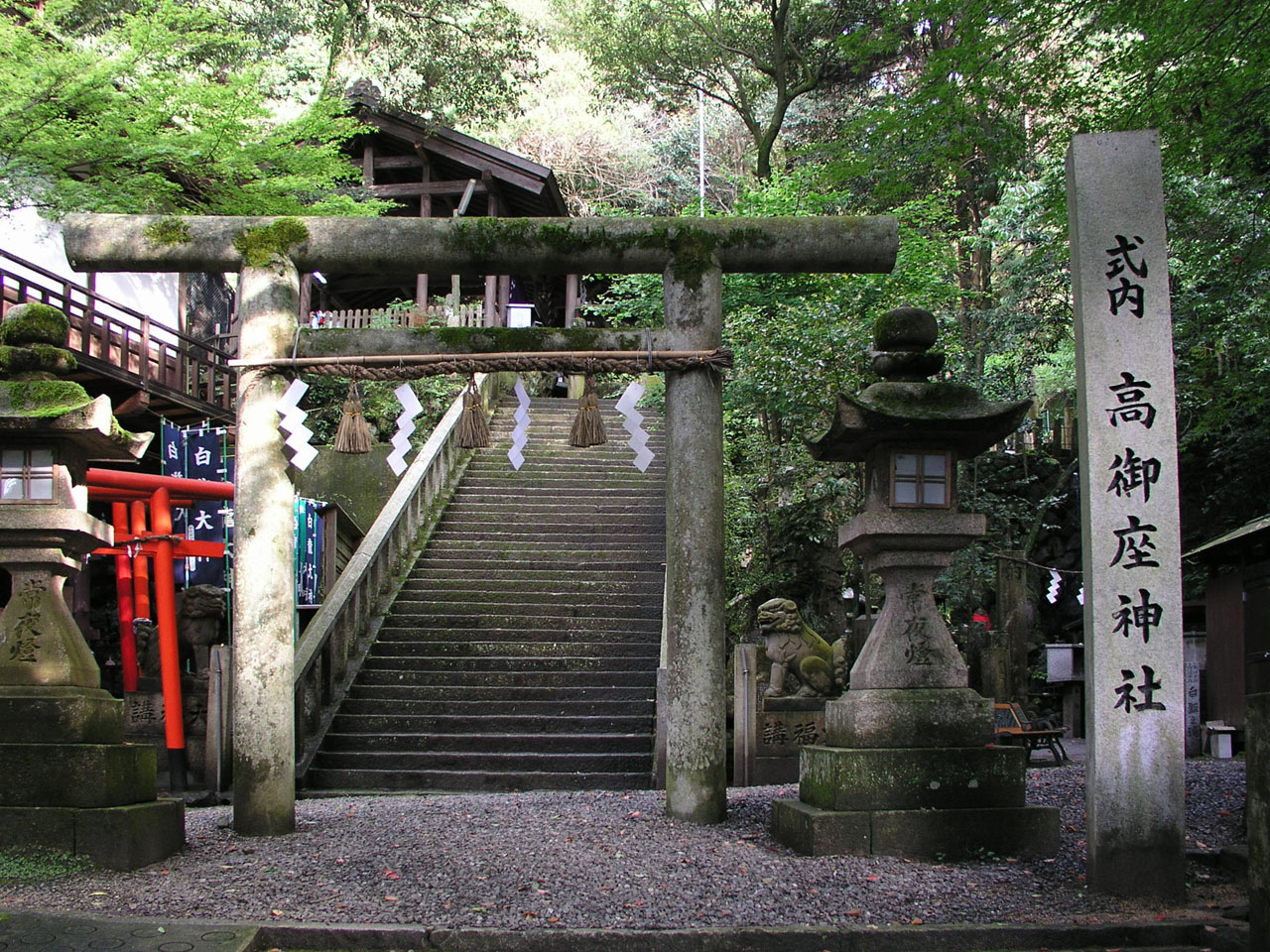
天照大神高座神社境内の鳥居。脇の石柱には「式内 高御座神社」と記されている。

天照大神高座神社は八尾市の南東部・高安山の中腹に位置する。旧社格は村社で、神名帳に「河内国高安郡天照大神高座神社ニ座、並大月次新嘗、元号春日戸神」と記されていることから、かつては「天照大神社」と「春日戸神社」は別の神社であったと考えられている。 以前は、『式内大社高座神社』と称した。　
祭神は『天照大神』、『高皇産霊大神』。別に伊勢津彦命、伊勢津姫命を祭神とする。
創祀年代は不明とされているが、雄略天皇23年（479年）に伊勢国宇治山田から当地に遷座したという説がある。山の谷間の岩盤の上に本殿が鎮座している様相から見ても、原始信仰を起源とするもっと古い時代にさかのぼるとも考えられている。
神社祭殿の脇には「白飯之滝」があり、干ばつでも水が絶えることがないと言われている。

## 岩戸神社
岩戸神社は、天照大神高座神社のすぐ西の脇にあり、本殿も同様に岩盤上に鎮座している。祭神は『市杵島姫命』。俗に『岩屋弁財天』『岩谷弁財天』と呼ばれている。 御神体は一帯の岩山全体であるが、以前は木彫の弁財天像が御神体であった。
弘法大師空海が高座神社を参詣中、大神の御託宣により当地に創建されたといわれる。 もともとはインドの河神である弁財天を祀っており、仏教色が強かった。
中世以降、日本土着の水神である市杵島姫命および当地にあった天照大神高座神社の信仰が神仏習合して、神社の祭神として祀られるようになった。 江戸時代には、商売繁盛の神様として大阪の人々の信仰を集める。
明治時代に神仏分離により、弁財天像は現在は近くの教興寺に鎮座されている。 それまでは天照大神高座神社と岩戸神社は明確な区別がなかったが、大正時代に市杵島姫命を祀る神社として分かれ、大正9年には天照大神高座神社の境内末社となる。

## 交通アクセス
- 近鉄信貴線 信貴山口駅から南へ徒歩約20分。